# Wacko
Wacko, auch Wacko – Da wackelt die Bude, ist eine US-amerikanische Horrorkomödie und Parodie aus dem Jahr 1981.

## Handlung
Mary Graves musste als Kind mit ansehen, wie der Kürbiskopfmörder ihre Schwester grausam mit einem Rasenmäher umbrachte. Am Jahrestag genau dreizehn Jahre später scheint der Mörder zurückzukehren. Ihm nach wie vor auf der Spur ist der abgewrackte Polizist Dick Harbringer. Doch die Anzahl der eingeführten Verdächtigen ist groß: Ein soeben ausgebrochener einfältiger Psychopath, Marys Vater und Voyeur Mr. Doctor Graves, der blutrünstige Operationen nicht scheut und gar keinen Doktortitel besitzt, Marys Freund Norman Bates, der bei Erregung verdächtige Rasenmähergeräusche von sich gibt oder der Gärtner, als Inbegriff eines Mörders. Während sich beim Highschool-Halloween-Ball der ehemalige Kürbiskopfmörder zu erkennen gibt und um Verzeihung bittet, bringt der Polizist Dick Harbringer in der Verkleidung des Mörders Teenager um, weil er beweisen will, dass dieser jederzeit zurückkommen und zuschlagen kann. Er wird von Mary Graves, anders als die gespielten wehrlosen Opfer des Horrorfilmgenres, u. a. mit einer amerikanischen Flagge und einem Gewehr zu Fall gebracht.
Die Familie von Mary Graves besteht aus ihren Eltern, wobei der Name Doktor der Vorname und nicht der Titel des Vaters ist, aus ihrem Bruder Damien und ihrem seit dem Vorfall vor dreizehn Jahren verschollenen Bruder, der nach seinem Leidensweg als ausgebrochener Psychopath in die Geschichte eingeführt wurde.
Die Filmparodie spielt auf Horrorfilme, wie Der Exorzist, Alien, Psycho, Halloween und Das Omen II an und übernimmt auch Elemente aus dem Drama Der Elefantenmensch, aus Grease oder Saturday Night Fever.

## Kritik
Das Lexikon des internationalen Films bezeichnet die Produktion als „[a]nspruchslos-banale Persiflage“.